# Lambsheim
Lambsheim este o comună din landul Renania-Palatinat, Germania.